# Magritte de onoare
Magritte de onoare este un premiu de excelență acordat de Académie André Delvaux din Belgia, care onorează cei mai importanți creatori de film din cinematograful belgian, dar și din cinematograful internațional. 
Premiul Margitte de onoare este oferit pentru întreaga operă a unui realizator de film. 

## Laureații premiului

### 2011
- André Delvaux — Premiile Magritte 2011

### 2012
- Nathalie Baye — Premiile Magritte 2012

### 2013
- Costa-Gavras — Premiile Magritte 2013

### 2014
- Emir Kusturica — Premiile Magritte 2014

### 2015
- Pierre Richard — Premiile Magritte 2015

### 2016
- Vincent Lindon — Premiile Magritte 2016